# Claude Frank
Claude Frank (geboren als Claus Johannes Frank; * 24. Dezember 1925 in Nürnberg; † 27. Dezember 2014 in New York City) war ein US-amerikanischer Pianist deutscher Herkunft.

## Leben
Der Sohn eines Juristen und einer Sängerin begann bereits im Alter von drei Jahren mit dem Klavierspiel. 1938 floh die Familie vor der Judenverfolgung über Paris nach Spanien. Dort bemerkte ein US-Konsul das Spiel des jungen Frank und beschaffte der Familie ein Visum für die USA, wo er Unterricht bei Artur Schnabel nahm. Nach seinem Studium der Musik und Komposition in New York, unter anderem bei Paul Dessau, begann seine Karriere 1959 nach seinem Debüt mit Leonard Bernstein und dem New York Philharmonic Orchestra.
Als Pianist trat er vor allem als Beethoven-Interpret und Begleiter von Kammermusik, etwa mit dem Guarneri Quartet, dem Juilliard Quartet und dem Emerson Quartet in Erscheinung. Seine 1971 erschienene und 1990 neu aufgelegte Interpretation aller Klaviersonaten von Ludwig van Beethoven gilt als eine der profiliertesten Einspielungen.
Häufig trat er auch mit seiner Tochter, der Violinistin Pamela Frank, auf.
Frank arbeitete als Lehrer für Klavier, unter anderem an der Yale School of Music, und hielt weltweit Meisterkurse ab. Er lebte in Manhattan, wo er am 27. Dezember 2014 im Alter von 89 Jahren starb.